# Adele Peroni-Glaßbrenner
Adele Peroni, verheiratete Glaßbrenner (* 17. Januar 1811 in Brünn, Mähren als Anna Elisabetha Mrázek bzw. Mraseck; † 31. Juli 1895 in Berlin), war eine österreichische Theaterschauspielerin und Schauspiellehrerin.

## Leben
Anna Mrázek, die auf der Bühne den Künstlernamen Adele Peroni (und später, nach ihrer Heirat, Peroni-Glaßbrenner) verwendete, war eine Tochter des Brünner Bürgers und Pfeifendrechslers Anton Mrázek. Aufwachsend in einfachen Verhältnissen, wurde ihr schauspielerisches Talent früh erkannt und gefördert. Auf der Bühne debütierte sie am 14. Januar 1832 in Olmütz in der Titelrolle von Wollfs Preciosa und erhielt dort ihr erstes Engagement. Im Jahr 1834 gab sie ein Gastspiel am Leopoldstädter Theater in Wien, wo sie danach engagiert und von Ferdinand Raimund gefördert wurde. Eine ihrer erfolgreichsten Rollen war dort die Fee Cheristane in Raimunds Der Verschwender.
Es folgte im Jahr 1836 ein kurzes Engagement am Theater in Pest und eine Gastspielreise, bei der sie 1837 ihr Berliner Debüt am Königsstädtischen Theater in der Rolle der Isabelle in Becks Die Quälgeister gab und anschließend vom Theaterdirektor Karl Friedrich Cerf engagiert wurde. In Berlin lernte sie den Schriftsteller Adolf Glaßbrenner kennen und heiratete ihn am 15. September 1840 in der Berliner Neuen Kirche. Ihre Beziehung zu Glaßbrenner führte allerdings zu Streitigkeiten mit Direktor Cerf, der sie entließ und den sie daraufhin erfolgreich verklagte. Während des langwierigen Prozesses gab sie Gastspiele in Braunschweig, am Berliner Hoftheater und im Leipziger Stadttheater, anschließend in Wiesbaden und Kassel.
Schließlich wurde sie im September 1841 als erste Liebhaberin am Hoftheater in Neustrelitz engagiert und lebte dort mit ihrem Gatten, bis dieser im Jahr 1850 wegen angeblicher revolutionärer Umtriebe des Landes verwiesen wurde. Die Hofschauspielerin konnte ihren lebenslänglichen Vertrag in eine jährliche Pension von 700 Talern umwandeln, und das Ehepaar zog nach Hamburg, wo Peroni 1850 noch einige Gastauftritte absolvierte und später gelegentlich als Vortragskünstlerin bei „Peroni-Concerten“ Erfolge feierte, seit November 1852 aber vorrangig als „dramatische Lehrerin“ tätig war. Die Tätigkeit als Schauspiellehrerin setzte sie dann auch in Berlin fort, wohin das Ehepaar Glaßbrenner im April 1857 zurückkehren konnte. Zu ihren zahlreichen Schülerinnen gehörten Zerline Gabillon, Marie Seebach, Charlotte Wolter, Marie Boßler, Ida Pellet, Auguste Burggraf, Auguste Rudloff und Friederike Goßmann.